# Deen
Deen, właśc. Fuad Backović (ur. 12 kwietnia 1982 w Sarajewie) – bośniacki piosenkarz, dwukrotny reprezentant Bośni i Hercegowiny w Konkursie Piosenki Eurowizji: w 2004 i 2016 roku.

## Życiorys
Backović rozpoczął swoją karierę muzyczną w wieku 12 lat, kiedy nagrał w Studiu Number 1 swoją pierwszą piosenkę. W 1997 roku został wokalistą bośniackiego boybandu Seven Up. Grupa wydała dwa albumy studyjne: Otvori oči (1998) i Seven (2000). W 1998 roku Backović otrzymał propozycję występu jako główny wokalista chóru operowym Narodowego Teatru Bośni i Hercegowiny. 

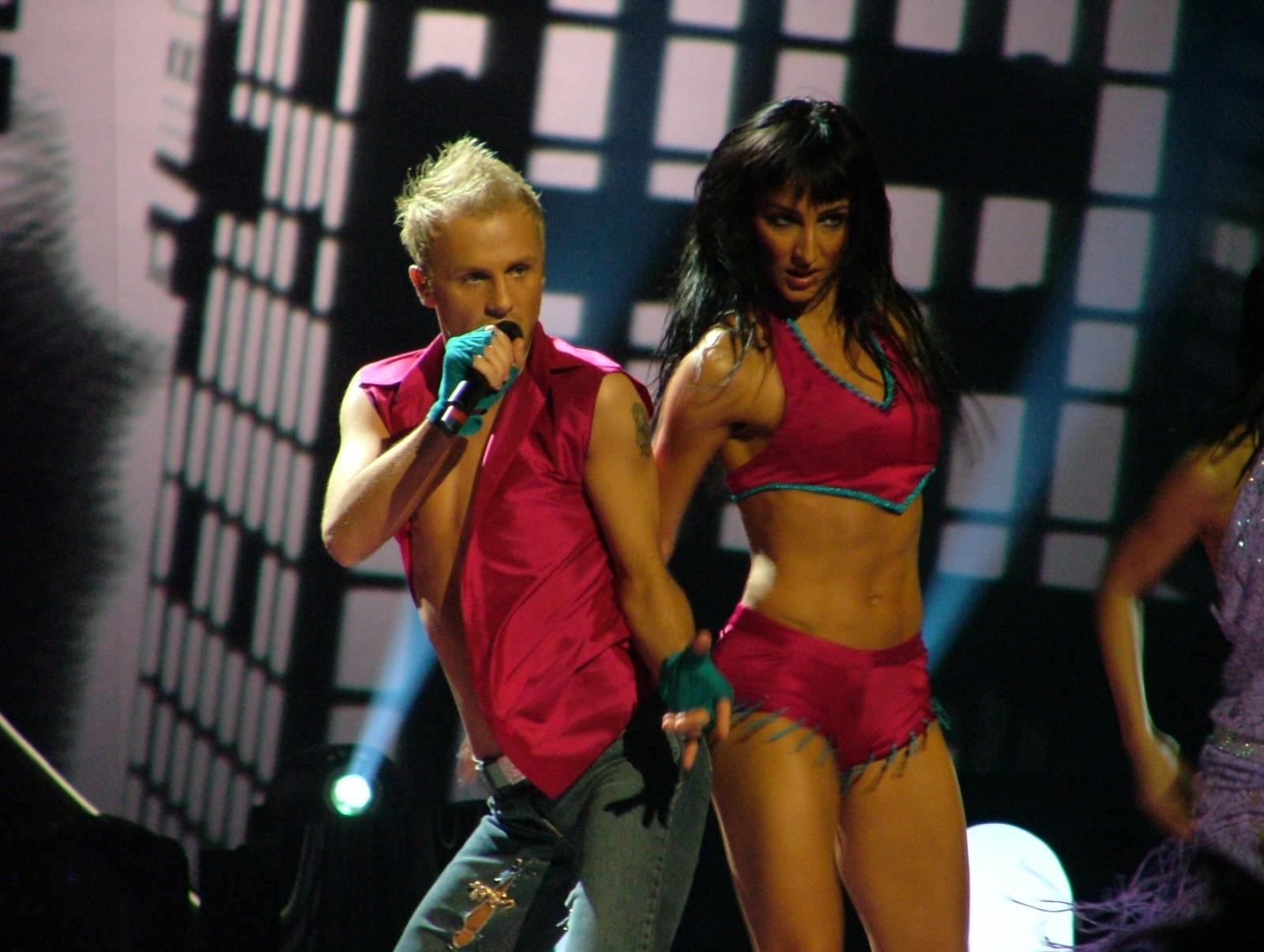
Deen podczas występu w 49. Konkursie Piosenki Eurowizji w 2004 roku

W 2002 roku, już pod pseudonimem Deen, nagrał utwór „Poljubi me” w duecie z chorwacką piosenkarką Włatką Pokos. Singel promował jego debiutancką płytę solową zatytułowaną Ja sam vjetar zaljubljeni. Rok później Deen wziął udział w krajowych eliminacjach do 48. Konkursu Piosenki Eurowizji z utworem „Taxi”, z którym zajął ostatecznie drugie miejsce. W 2004 roku bośniacki nadawca publiczny potwierdził, pomimo początkowych zaprzeczeń, wewnętrzny wybór Deena na reprezentanta Bośni i Hercegowiny w 49. Konkursie Piosenki Eurowizji organizowany w Stambule. Konkursowy utwór dla reprezentanta, „In the Disco”, został wybrany spośród pięciu propozycji przez komisję jurorską i telewidzów podczas specjalnego koncertu zorganizowanego 6 marca w Sarajewie. W maju artysta zaprezentował się podczas koncertu półfinałowego widowiska i zakwalifikował się do finału, w którym zajął ostatecznie dziewiąte miejsce z 91 punktami na koncie. Jego występ opisywany jest często jako jeden z najbardziej kiczowatych w historii konkursu. W tym samym roku premierę miał jego drugi album długogrający zatytułowany In the Disco.
W 2005 roku Deen wydał swoją trzecią płytę w karierze zatytułowaną Anđeo sa greškom. Niedługo potem zdecydował się na przerwę w występowaniu na scenie, powracając w 2009 roku z singlem „Bez trunke srama”. W 2013 roku nawiązał współpracę z Vereną Ceroviną, z którą nagrał utwór „Voli me hitno”. Kilka tygodni później wydał swój kolejny singiel – „Rane manje bole” oraz wcielił się w rolę Anioła w lokalnej inscenizacji musicalu Grease (Briljantin), wystawianej przez stołeczną Akademię Muzyczną w Teatrze Narodowym w Sarajewie.
W 2016 roku razem z Dalal Midhat-Talakić i Aną Rucner reprezentował Bośnię i Hercegowinę w 61. Konkursie Piosenki Eurowizji organizowanym w Sztokholmie. Ich konkursową propozycją został utwór „Ljubav je”. 10 maja wystąpił w pierwszym półfinale konkursu i nie zakwalifikował się do finału.

## Życie prywatne
W marcu 2013 roku Backović ożenił się ze swoją wieloletnią przyjaciółką, fotografką Vanją Lisac. Wcześniej spotykał się z celebrytką Haną Hadžijabdagić. Obecnie mieszka w Mediolanie, gdzie ukończył studia w Istituto Marangoni na kierunku biznes mody.

## Dyskografia

### Albumy studyjne

#### Albumy wydane z zespołem Seven Up!
- Otvori oči (1998)
- Seven (2000)

#### Albumy solowe
- Ja sam vjetar zaljubljeni (2002)
- In the Disco (2004)
- Anđeo sa greškom (2005)